# Выборы в Европейский парламент в Эстонии (2024)
Выборы в Европейский парламент в Эстонии прошли с 6 по 9 июня 2024 года. На них граждане Эстонии избирали кандидатов от разных партий в качестве эстонской делегации в Европейский парламент. В выборах участвовали девять партий и пять независимых кандидатов. Среди партий, представивших своих кандидатов, были такие как Центристская партия, Партия реформ, Отечество, Консервативная народная партия, Эстония 200, Правые, Социал-демократическая партия и Зеленые. Независимые кандидаты также активно участвовали, хотя ни один из них не получил мандатов.
Явка на этих выборах составила 37,7 %, что немного выше по сравнению с предыдущими выборами, но все ещё ниже среднего уровня по ЕС.

## Участники
- Отечество, основные кандидаты — Урмас Рейнсалу, Рихо Террас, Сирет Котка.
- Социал-демократическая партия, основные кандидаты — Свен Миксер, Марина Кальюранд, Лаури Ляэнеметс.
- «Вместе», основной кандидат — Айво Петерсон.
- Консервативная народная партия, основные кандидаты — Мартин Хельме, Яак Мадисон, Хенн Пыллуаас.
- Зеленые, основной кандидат — Эвелин Сепп.
- Эстония 200, основные кандидаты — Маргус Цахкна, Кристина Каллас, Индрек Таранд.
- Партия реформ, основные кандидаты — Урмас Паэт, Марко Михкельсон, Ханно Певкур.
- Центристская партия, основные кандидаты — Михаил Кылварт, Яна Тоом, Эрки Сависаар.
- Независимые кандидаты:

1. Всеволод Юргенсон
2. Танель Талве
3. Майк Каламус
4. Андрес Инн
5. Калле Грюнталь

## Политический ландшафт
За последние годы Эстония столкнулась с экономическими проблемами, включая инфляцию и рост стоимости жизни, что негативно сказалось на поддержке партий в коалиции, включая Партию реформ, которая возглавляла правительство.
Также на спад популярности реформистов повлиял рост популярности других партий, таких как ЭКРЕ и Отечество, которые заняли более жесткую позицию по вопросам национальной безопасности и иммиграции, что привлекло часть электората, который ранее поддерживал Партию реформ.
Для партии Эстония 200 результат оказался хуже, чем на прошлых выборах в Европарламент. Несмотря на то, что партия позиционировала себя как центрическую и модернистскую, она не смогла четко определить свои политические приоритеты и стратегии, что привело к разочарованию избирателей и падению доверия.

## Система голосования
По сравнению с последними выборами, Эстония получила ещё одно место в Европарламенте, которое было добавлено в 2020 году после перераспределения мест вследствие выхода Великобритании из Европейского союза. Семь депутатов Европарламента избираются по пропорциональной избирательной системе с открытыми списками в едином общенациональном округе, где места распределяются по методу Д’Ондта без процентного барьера.
Как граждане Эстонии, так и другие граждане ЕС, проживающие в стране, имеют право голосовать на выборах в Европарламент. Регистрация не требуется для граждан Эстонии, в то время как граждане других стран ЕС, проживающие в Эстонии, должны зарегистрироваться в избирательном комитете только в том случае, если они голосуют в первый раз в стране. Граждане Эстонии, проживающие за границей, могут выбрать один из трех способов голосования: лично в посольстве или консульстве, онлайн или по почте. Только голосование по почте требует предварительной регистрации. Кроме того, все избиратели должны достигнуть 18 лет к дню выборов.

## Результаты
| Партия                   | Партия                         | Голосование | Голосование | Голосование | Мандаты    | Мандаты |
| Партия                   | Партия                         | Количество  | %           | +/−         | Количество | +/−     |
| ------------------------ | ------------------------------ | ----------- | ----------- | ----------- | ---------- | ------- |
|                          | Отечество                      | 79 170      | 21,5 %      | +11,2 %     | 2          | +1      |
|                          | Социал-демократическая партия  | 71 171      | 19,3 %      | -4,0 %      | 2          | ±0      |
|                          | Партия реформ                  | 66 017      | 17,9 %      | +8,3 %      | 1          | -1      |
|                          | Консервативная народная партия | 54 712      | 14,8 %      | +2,2 %      | 1          | ±0      |
|                          | Центристская партия Эстонии    | 45 767      | 12,4 %      | −2,0 %      | 1          | ±0      |
|                          | Правые                         | 25 189      | 6,8 %       | новая       | 0          | —       |
|                          | Вместе                         | 11 507      | 3,1 %       | новая       | 0          | —       |
|                          | Эстония 200                    | 9 584       | 2,6 %       | -0,6        | 0          | ±0      |
|                          | Партия зелёных                 | 2 246       | 0,6 %       | −1,2 %      | 0          | ±0      |
|                          | Независимые кандидаты          | 3 202       | 1,1 %       | —           | 0          | —       |
| Итого                    | Итого                          | 367 975     | 100 %       | —           | 7          | —       |
| Недействительных голосов | Недействительных голосов       | 950         | 0,26 %      | +0,24 %     |            |         |
| Явка избирателей         | Явка избирателей               | 368 925     | 37,66 %     | +0,07 %     |            |         |
| Количество избирателей   | Количество избирателей         | 980 014     |             |             |            |         |
| Источник: Valimised.ee   |                                |             |             |             |            |         |